# Marriott Henry Brosius

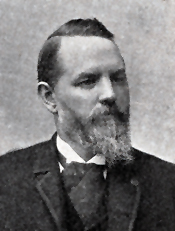
Marriott Henry Brosius

Marriott Henry Brosius (* 7. März 1843 in Colerain, Lancaster County, Pennsylvania; † 16. März 1901 in Lancaster, Pennsylvania) war ein US-amerikanischer Politiker. Zwischen 1889 und 1901 vertrat er den Bundesstaat Pennsylvania im US-Repräsentantenhaus.

## Werdegang
Marriott Brosius besuchte die öffentlichen Schulen seiner Heimat sowie die Thomas Baker’s Academy. Während des Bürgerkrieges diente er im Heer der Union. Dabei wurde er so schwer verwundet, dass er im Januar 1865 den Militärdienst als Leutnant quittieren musste. Nach dem Krieg setzte er seine Ausbildung an der State Normal School in Millersville fort. Nach einem Jurastudium an der University of Michigan in Ann Arbor und seiner 1868 erfolgten Zulassung als Rechtsanwalt begann er in Lancaster in diesem Beruf zu arbeiten. Gleichzeitig schlug er als Mitglied der Republikanischen Partei eine politische Laufbahn ein.
Bei den Kongresswahlen des Jahres 1888 wurde Brosius im zehnten Wahlbezirk von Pennsylvania in das US-Repräsentantenhaus in Washington, D.C. gewählt, wo er am 4. März 1889 die Nachfolge des Demokraten William Henry Sowden antrat. Nach sechs Wiederwahlen konnte er bis zu seinem Tod am 16. März 1901 im Kongress verbleiben. In diese Zeit fiel unter anderem der Spanisch-Amerikanische Krieg von 1898. Von 1895 bis 1899 leitete Brosius den Ausschuss zur Reform des Öffentlichen Dienstes, von 1899 bis 1901 war er Vorsitzender des Bank- und Währungsausschusses.